# Periclimenaeus arabicus
Periclimenaeus arabicus är en kräftdjursart som först beskrevs av William Thomas Calman 1939.  Periclimenaeus arabicus ingår i släktet Periclimenaeus och familjen Palaemonidae. Inga underarter finns listade i Catalogue of Life.